# Alexis Wangmene
Alexis Mang-Ikri Wangmene, né le 1er mars 1989 à Yaoundé, est un joueur camerounais de basket-ball.